# Cadbury Athletic F.C.
Cadbury Athletic F.C. là một câu lạc bộ bóng đá nghiệp dư đến từ Birmingham, Anh, và liên kết với công ty Cadbury. Hiện tại đội bóng đang thi đấu ở Midland League Division One.

## Lịch sử
Cadbury Athletic được thành lập năm 1994 và ngay lập tức được gia nhập Midland Combination Division Three. Câu lạc bộ liên kết với nhà máy Cadbury nằm ở Bournville, dùng logo của công ty làm huy hiệu và chơi trong bộ đồng phục của Cadbury có màu tím và trắng. Sau khi rút khỏi Premier Division mùa giải 2011–2012, câu lạc bộ quyết định quay về cội nguồn và chơi ở Recreation ground gần nhà máy Cadbury. Cadbury xếp thứ 9 trong mùa đầu tiên ở Division Three nhưng lại được thăng hạng Division Two. Mùa giải 2000–01 họ được thăng hạng Division One và mùa giải 2004–05 là thăng hạng Premier Division, thi đấu cho đến năm 2012 thì rút khỏi Premier Division bởi vì khó khăn trong điều khoản thuê sân với Alvechurch. Mùa giải 2006–07 họ lần đầu tham gia FA Vase, sau đó một năm là màn ra mắt đầu tiên ở FA Cup. Cadbury Athletic cũng có một đội Dự bị thi đấu ở Midland Combination Reserve League Division 2 và vừa khởi động đội bóng Trên 35 tuổi và đang thi đấu ở giải Central Warwickshire Over 35.

## Nhân sự
| Vị trí trong câu lạc bộ          | Tên          |
| -------------------------------- | ------------ |
| Chủ tịch                         | John Peckham |
| Giám sát chung                   | Graham Thorn |
| Huấn luyện viên đội chính        | Matt Kirby   |
| Huấn luyện viện đội dự bị        | Kevin Wilks  |
| Thư ký                           | Kevin Wilks  |
| Thủ quỹ                          | Ron Thorn    |
| Thư ký lịch thi đấu đội chính    | Russell Cook |
| Huấn luyên viên đội trên 35 tuổi | Dave Bourn   |
| Thư ký đội trên 35 tuổi          | Martin Flynn |

## Đội hình hiện tại
Ghi chú: Quốc kỳ chỉ đội tuyển quốc gia được xác định rõ trong điều lệ tư cách FIFA. Các cầu thủ có thể giữ hơn một quốc tịch ngoài FIFA.
| Số | VT | Quốc gia | Cầu thủ        |
| -- | -- | -------- | -------------- |
| —  | TM | Scotland | Fraser Oliver  |
| —  | TM | Jamaica  | Kenny Sanders  |
| —  | HV | Anh      | Stuart Cook    |
| —  | HV | Anh      | Kev Heeley     |
| —  | HV | Anh      | Brett Lloyd    |
| —  | HV | Anh      | James Finn     |
| —  | HV | Anh      | Steven Payne   |
| —  | HV | Anh      | Mark Fortner   |
| —  | HV | Anh      | Nick Allen     |
| —  | HV | Anh      | Nathan Roberts |
| —  | TV | Anh      | Andrew Cooper  |
| —  | TV | Anh      | Ryan Gittings  |

| Số | VT | Quốc gia | Cầu thủ        |
| -- | -- | -------- | -------------- |
| —  | TV | Anh      | Ade Parkes     |
| —  | TV | Anh      | George Carline |
| —  | TV | Anh      | Ben Mooney     |
| —  | TV | Anh      | James McKeon   |
| —  | TV | Anh      | Joe Busst      |
| —  | TV | Anh      | Ryan Spink     |
| —  | TV | Anh      | Liam Spink     |
| —  | TĐ | Anh      | Stuart Butcher |
| —  | TĐ | Anh      | Anthony Clarke |
| —  | TĐ | Anh      | Dean Lea       |
| —  | TĐ | Anh      | Daryl Charman  |
| —  | TĐ | Anh      | Cordell Jones  |

## Cầu thủ trong quá khứ

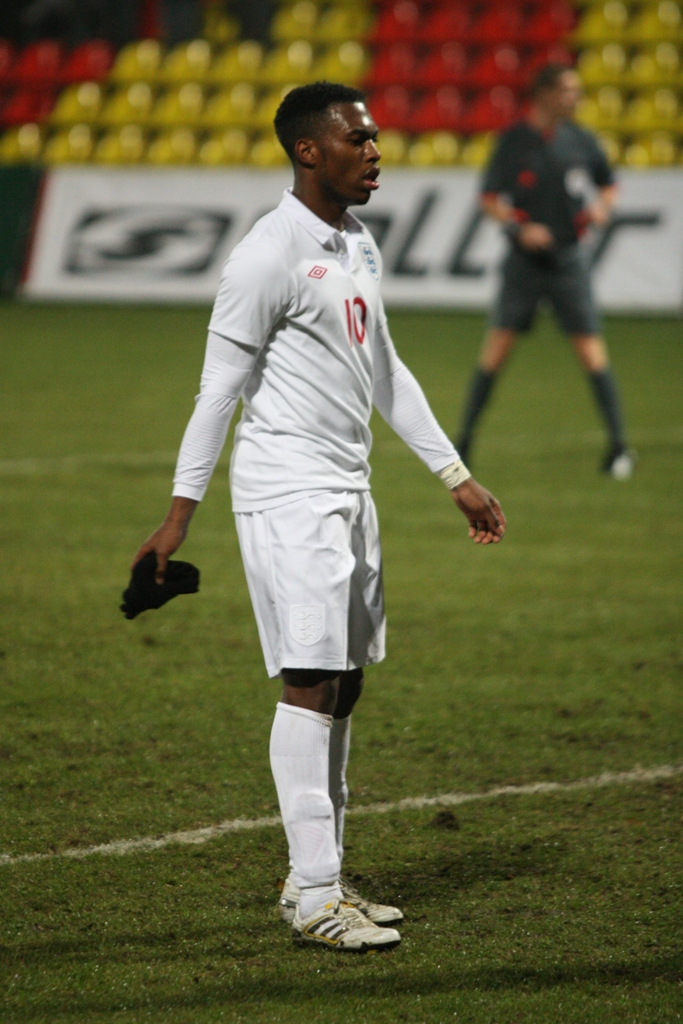
Daniel Sturridge của đội tuyển Anh từng là cầu thủ của Cadbury Athletic

Tiền đạo của Liverpool và đội tuyển Anh Daniel Sturridge từng thi đấu cho Cadbury Athletic Juniors. Cầu thủ chạy cánh của Leicester City và U19 Anh Demarai Gray cũng bắt đầu sự nghiệp tại Cadbury Athletic.

## Kỉ lục câu lạc bộ
- Thành tích tốt nhất cấp Mùa giải: thứ 7 ở Midland Combination Premier Division, 2010–11[2]
- Thành tích tốt nhất tại FA Cup: Vòng Tiền sơ loại – 3 lần[2]
- Thành tích tốt nhất tại FA Vase: Vòng 1 – 2007–08[2]